# Cleòcrit
Cleòcrit (en llatí Cleocritus, en grec antic Κλεόκριτος) va ser un atenenc, herald dels Misteris d'Eleusis, que es va exiliar d'Atenes durant el govern dels Trenta Tirans i hi va tornar amb Trasibul.
Després de la batalla de Muníquia, l'any 404 aC, com que tenia molt bona veu i molt poderosa, es va dirigir al poble que lluitava al costat dels trenta tirans i el va instar a deixar la lluita i acabar la guerra civil, segons diu Xenofont. Aristòfanes el satiritza a Les granotes, i diu que era tan alt i corpulent com n'era de potent la seva veu.